# Championnats d'Europe de beach-volley 2002
 (janvier 2025).
Si vous disposez d'ouvrages ou d'articles de référence ou si vous connaissez des sites web de qualité traitant du thème abordé ici, merci de compléter l'article en donnant les références utiles à sa vérifiabilité et en les liant à la section « Notes et références ».
Navigation
Édition précédente Édition suivante
Les championnats d'Europe de beach-volley 2002, dixième édition des championnats d'Europe de beach-volley, ont eu lieu du 29 août au 1er septembre 2002 à Bâle, en Suisse. Ils ont été remportés par les Allemands Markus Dieckmann et Jonas Reckermann chez les hommes et par les Italiennes Daniela Gattelli et Lucilla Perrotta chez les femmes.